# Maseru Brothers FC
Maseru Brothers Football Club w skrócie Maseru Brothers Football Club – sotyjski klub piłkarski grający niegdyś w pierwszej lidze sotyjskiej, mający siedzibę w mieście Maseru. Wcześniej nosił nazwę Maseru United.

## Sukcesy
- I liga[1]:
  - mistrzostwo (3):  1970, 1976, 1981.

- Puchar Lesotho[2]:
  - zwycięstwo (4): 1978, 1981, 1982, 1995.

## Występy w afrykańskich pucharach
| Sezon | Rozgrywki                 | Runda   | Kraj       | Klub               | Dom | Wyjazd | Dwumecz |
| ----- | ------------------------- | ------- | ---------- | ------------------ | --- | ------ | ------- |
| 1971  | Puchar Mistrzów           | 1       | Madagaskar | MMM Tamatave       | 1–2 | 2–3    | 3–4     |
| 1977  | Puchar Mistrzów           | 1       | Zambia     | Mufulira Wanderers | 2–2 | 1–1    | 3–3     |
| 1979  | Puchar Zdobywców Pucharów | 1       | Botswana   | Notwane FC         | 2–1 | 4–5    | 6–6     |
| 1979  | Puchar Zdobywców Pucharów | 2       | Madagaskar | AS Sotema          | 0–1 | 1–4    | 1–5     |
| 1977  | Puchar Mistrzów           | wstępna | Eswatini   | Mhlume Peacemakers | 2–2 | 0–1    | 2–3     |

## Stadion
Domowe mecze klub rozgrywa na stadionie o nazwie Ratjomose Stadium w Maseru, który może pomieścić 1000 widzów.